# Tom Rainey
Tom Rainey (Los Angeles, 1957) is een Amerikaanse jazzdrummer.

## Biografie
Rainey groeide op in Santa Barbara. Op 16-jarige leeftijd trad hij voor de eerste keer professioneel op als muzikant. Na zijn studie aan het Berklee College of Music in Boston werkte hij in San Francisco, voordat hij in 1979 naar New York verkaste. Daar werkte hij samen met Ratzo Harris, met wie hij behoorde tot meerdere bands, waaronder vijftien jaar bij het Kenny Werner Trio en de band van de trompettist Herb Robertson. Begin jaren 1980 ontmoette hij Tim Berne, met wie hij tot midden jaren 1980 en daarna vanaf 1996 meerdere albums opnam. Momenteel behoort hij o.a. bij Bernes band Paraphrase, het Fred Hersch Trio en Ingrid Laubrocks Sleepthief. In 2010 bracht hij zijn eerste album Pool School uit met Laubrock en de gitariste Mary Halvorson, gevolgd door het trioalbum Camino Cielo Echo (2012).
Daarnaast nam hij o.a. op met Jane Ira Bloom, Fred Hersch, Mark Helias, Brad Shepik, Tony Malaby, Angelica Sanchez, Nels Cline, Klaus König, Simon Nabatov (Sneak Preview, 1999) en Andrea Parkins, maar ook met vertegenwoordigers van het Down Town-circuit van de jaren 1980 zoals Gerry Hemingway, Joey Baron, Bobby Previte, John Hollenbeck, Kenny Wollesen en Jim Black. Hij heeft meegewerkt aan ongeveer tachtig albums.
Als componist schreef hij in opdracht van het National Endowment for the Arts een concert voor percussie en jazzdrums, dat hij opvoerde met Dave Samuels en Arto Tunçboyacıyan.

## Discografie
- 2019: Tom Rainey Trio[7] – Combobulated (Intakt)